# Be Somebody
Be Somebody es una película de género comedia romántica del año 2016 dirigida por Joshua Caldwell. Está protagonizada por el usuario de Vine, Matthew Espinosa como Jordan Jaye, una estrella del pop que desaparece de su propia gira para escapar de su madre exigente y por la actriz Sarah Jeffery como Emily Lowe, una chica repartidora de pizza de un pueblo, que tiene un gran talento para los diseños gráficos.

## Sinopsis
Un artista abandona el autobús de su gira y se embarca en un viaje de amistad, amor y descubrimiento con la chica de un pueblo.

## Reparto
- Matthew Espinosa como Jordan Jaye.
- Sarah Jeffery como Emily Lowe.
- Allison Paige como Jessica.
- Tava Smiley como Señora Jaye.
- LaMonica Garrett como Richard Lowe.
- Caitlin Keats como Karen Lowe.
- Mahaley Patel como Kelsey.